# سكوت بودن (دراج)
سكوت بودن (بالإنجليزية: Scott Bowden)‏ هو دراج أسترالي، ولد في 4 أبريل 1995 في هوبارت في أستراليا.

## وصلات خارجية
- سكوت بودن على موقع أرشيف الدراجات (الإنجليزية)
- سكوت بودن على موقع إحصائيات الدراجات الإحترافية (الإنجليزية)
- سكوت بودن على موقع MTB Data (الإنجليزية)
- سكوت بودن على موقع أوليمبيديا (الإنجليزية)
- سكوت بودن على موقع اللجنة الأولمبية الأسترالية (الإنجليزية)